# Donald Woods (journalist)
Donald James Woods, född 15 december 1933 i Hobeni, Transkei, död 19 augusti 2001 var en sydafrikansk journalist (chefredaktör) och motståndare till apartheid.
Woods blev god vän med Steve Biko och efter dennes död flydde Donald Woods med sin familj i exil till England för att undgå förföljelse från apartheidregimen till följd av hans stöd för Steve Biko, och hans kritik mot apartheid och den sydafrikanska regeringen. Flykten ägde rum 1977 och skildras i filmen Ett rop på frihet där Woods gestaltas av Kevin Kline och Biko av Denzel Washington.